# 2011年
2011年（2011 ねん）は、西暦（グレゴリオ暦）による、土曜日から始まる平年。平成23年。
この項目では、国際的な視点に基づいた2011年について記載する。

## 他の紀年法
- 干支：辛卯（かのと う）
- 日本（月日は一致）
  - 平成23年
  - 皇紀2671年
- 大韓民国（月日は一致）
  - 檀紀4344年
- 中華民国（月日は一致）
  - 中華民国100年
- 朝鮮民主主義人民共和国（月日は一致）
  - 主体100年
- 仏滅紀元：2553年閏9月11日 - 2554年10月7日
- イスラム暦：1432年1月25日 - 1433年2月5日
- ユダヤ暦：5771年4月25日 - 5772年4月5日
- Unix Time：1293840000 - 1325375999
- 修正ユリウス日(MJD)：55562 - 55926
- リリウス日(LD)：156403 - 156767

## カレンダー
| 1月 |    |    |    |    |    |    |
| 日  | 月 | 火 | 水 | 木 | 金 | 土 |
|     |    |    |    |    |    | 1  |
| 2   | 3  | 4  | 5  | 6  | 7  | 8  |
| 9   | 10 | 11 | 12 | 13 | 14 | 15 |
| 16  | 17 | 18 | 19 | 20 | 21 | 22 |
| 23  | 24 | 25 | 26 | 27 | 28 | 29 |
| 30  | 31 |    |    |    |    |    |
|     |    |    |    |    |    |    |

| 2月 |    |    |    |    |    |    |
| 日  | 月 | 火 | 水 | 木 | 金 | 土 |
|     |    | 1  | 2  | 3  | 4  | 5  |
| 6   | 7  | 8  | 9  | 10 | 11 | 12 |
| 13  | 14 | 15 | 16 | 17 | 18 | 19 |
| 20  | 21 | 22 | 23 | 24 | 25 | 26 |
| 27  | 28 |    |    |    |    |    |
|     |    |    |    |    |    |    |

| 3月 |    |    |    |    |    |    |
| 日  | 月 | 火 | 水 | 木 | 金 | 土 |
|     |    | 1  | 2  | 3  | 4  | 5  |
| 6   | 7  | 8  | 9  | 10 | 11 | 12 |
| 13  | 14 | 15 | 16 | 17 | 18 | 19 |
| 20  | 21 | 22 | 23 | 24 | 25 | 26 |
| 27  | 28 | 29 | 30 | 31 |    |    |
|     |    |    |    |    |    |    |

| 4月 |    |    |    |    |    |    |
| 日  | 月 | 火 | 水 | 木 | 金 | 土 |
|     |    |    |    |    | 1  | 2  |
| 3   | 4  | 5  | 6  | 7  | 8  | 9  |
| 10  | 11 | 12 | 13 | 14 | 15 | 16 |
| 17  | 18 | 19 | 20 | 21 | 22 | 23 |
| 24  | 25 | 26 | 27 | 28 | 29 | 30 |
|     |    |    |    |    |    |    |

| 5月 |    |    |    |    |    |    |
| 日  | 月 | 火 | 水 | 木 | 金 | 土 |
| 1   | 2  | 3  | 4  | 5  | 6  | 7  |
| 8   | 9  | 10 | 11 | 12 | 13 | 14 |
| 15  | 16 | 17 | 18 | 19 | 20 | 21 |
| 22  | 23 | 24 | 25 | 26 | 27 | 28 |
| 29  | 30 | 31 |    |    |    |    |
|     |    |    |    |    |    |    |

| 6月 |    |    |    |    |    |    |
| 日  | 月 | 火 | 水 | 木 | 金 | 土 |
|     |    |    | 1  | 2  | 3  | 4  |
| 5   | 6  | 7  | 8  | 9  | 10 | 11 |
| 12  | 13 | 14 | 15 | 16 | 17 | 18 |
| 19  | 20 | 21 | 22 | 23 | 24 | 25 |
| 26  | 27 | 28 | 29 | 30 |    |    |
|     |    |    |    |    |    |    |

| 7月 |    |    |    |    |    |    |
| 日  | 月 | 火 | 水 | 木 | 金 | 土 |
|     |    |    |    |    | 1  | 2  |
| 3   | 4  | 5  | 6  | 7  | 8  | 9  |
| 10  | 11 | 12 | 13 | 14 | 15 | 16 |
| 17  | 18 | 19 | 20 | 21 | 22 | 23 |
| 24  | 25 | 26 | 27 | 28 | 29 | 30 |
| 31  |    |    |    |    |    |    |
|     |    |    |    |    |    |    |

| 8月 |    |    |    |    |    |    |
| 日  | 月 | 火 | 水 | 木 | 金 | 土 |
|     | 1  | 2  | 3  | 4  | 5  | 6  |
| 7   | 8  | 9  | 10 | 11 | 12 | 13 |
| 14  | 15 | 16 | 17 | 18 | 19 | 20 |
| 21  | 22 | 23 | 24 | 25 | 26 | 27 |
| 28  | 29 | 30 | 31 |    |    |    |
|     |    |    |    |    |    |    |

| 9月 |    |    |    |    |    |    |
| 日  | 月 | 火 | 水 | 木 | 金 | 土 |
|     |    |    |    | 1  | 2  | 3  |
| 4   | 5  | 6  | 7  | 8  | 9  | 10 |
| 11  | 12 | 13 | 14 | 15 | 16 | 17 |
| 18  | 19 | 20 | 21 | 22 | 23 | 24 |
| 25  | 26 | 27 | 28 | 29 | 30 |    |
|     |    |    |    |    |    |    |

| 10月 |    |    |    |    |    |    |
| 日   | 月 | 火 | 水 | 木 | 金 | 土 |
|      |    |    |    |    |    | 1  |
| 2    | 3  | 4  | 5  | 6  | 7  | 8  |
| 9    | 10 | 11 | 12 | 13 | 14 | 15 |
| 16   | 17 | 18 | 19 | 20 | 21 | 22 |
| 23   | 24 | 25 | 26 | 27 | 28 | 29 |
| 30   | 31 |    |    |    |    |    |
|      |    |    |    |    |    |    |

| 11月 |    |    |    |    |    |    |
| 日   | 月 | 火 | 水 | 木 | 金 | 土 |
|      |    | 1  | 2  | 3  | 4  | 5  |
| 6    | 7  | 8  | 9  | 10 | 11 | 12 |
| 13   | 14 | 15 | 16 | 17 | 18 | 19 |
| 20   | 21 | 22 | 23 | 24 | 25 | 26 |
| 27   | 28 | 29 | 30 |    |    |    |
|      |    |    |    |    |    |    |

| 12月 |    |    |    |    |    |    |
| 日   | 月 | 火 | 水 | 木 | 金 | 土 |
|      |    |    |    | 1  | 2  | 3  |
| 4    | 5  | 6  | 7  | 8  | 9  | 10 |
| 11   | 12 | 13 | 14 | 15 | 16 | 17 |
| 18   | 19 | 20 | 21 | 22 | 23 | 24 |
| 25   | 26 | 27 | 28 | 29 | 30 | 31 |
|      |    |    |    |    |    |    |

## できごと

### 1月
- 前年末から、ラニーニャ現象の影響によりオーストラリアで多雨になるほか[1]、ブラジルなど世界各地で大規模な水害が多発[2]。
- 1月1日
  - ブラジルで初の女性元首、ジルマ・ルセフ大統領が就任[3]。
  - エストニアが欧州単一通貨ユーロを導入。旧ソビエト連邦諸国では初めて[4]。
  - エジプトのアレクサンドリアで、コプト正教会の教会を狙った自爆テロが発生し、21人が死亡[5]。翌2日、首都カイロでは、抗議のため集まった一部信徒が暴徒化した[6]。
  - 中国の北京市が、自動車のナンバープレート発行を年間24万台に制限する渋滞対策を実施[7]。
  - フィンランドのウーシマー県と東ウーシマー県が合併し、新たなウーシマー県が発足[8]。
- 1月2日 - 香港や台湾、中国本土などの華人系の民間団体が、尖閣諸島（釣魚台）の領有権を主張する「世界華人保釣連盟」を設立。
- 1月3日
  - シンガポールの通商産業省が、2010年の国内総生産（GDP）成長率を、過去最高の14.7%（推計値）と発表[9]。
  - アメリカ・カリフォルニア州のアーノルド・シュワルツェネッガー知事が退任。
- 1月5日
  - FAOが、世界の食料価格は2010年12月に過去最高に達したと発表[10]。
  - 中国の李克強副首相が、約60億ユーロ（約6,500億円）のスペイン公債の購入を表明。
- 1月6日
  - フランスの自動車会社・ルノーで、日産と共同開発する電気自動車に関する情報漏洩が発覚。
  - Appleが、Mac用のアプリを提供するMac App Storeをオープン。アプリのダウンロード数が初日に100万を超える。
- 1月7日 - カタールでAFCアジアカップ2011開催。（1月29日まで）
- 1月8日
  - アメリカ・アリゾナ州で、民主党下院議員の遊説中に銃乱射事件が発生し、6名が死亡、議員は重体。
  - ニジェールで、駐留フランス軍などによる救出作戦が失敗し、アルカーイダに誘拐されていたフランス人2人が死亡。
- 1月9日
  - インドのデリーが40年ぶりの寒波を記録し、近隣のウッタル・プラデーシュ州ではホームレス80人以上が死亡。
  - イランで、イラン航空の国内便旅客機ボーイング727が墜落し、乗客乗員105名のうち77名が死亡。（詳細は「イラン航空277便墜落事故」を参照）
  - チュニジアで、失業と食料インフレに抗議するデモ隊が、前日から治安部隊と衝突し、この日までに14人以上が死亡。
  - タイのタクシン派が、首都バンコクで約2万人の参加する大規模集会。非常事態宣言の解除後では初。
- 1月10日
  - 米中の国防相が北京で会談し、台湾への武器売却問題で約1年間中断していた米中軍事交流の再開を合意。
  - 中国で貿易統計が発表され、2010年の中国の輸出、輸入の金額がともに過去最高を更新。輸出は2年連続で世界一。
  - 中国汽車工業協会が、2010年の中国の新車販売台数が、2年連続で世界一になったと発表。
  - バングラデシュで、ダッカ証券取引所の株価が9.25%急落し、取引が停止。一部の投資家が暴徒化。
- 1月11日
  - オーストラリア北東部のクイーンズランド州が、前日に発生した鉄砲水により、10人が死亡、78人が行方不明と発表。
  - 中国の第5世代ステルス戦闘機「殲-20」が、初の試験飛行に成功。
  - インドの格安航空会社・IndiGoが、エアバスからA320系180機（156億ドル相当）を購入。商用機では過去最大の契約。
- 1月12日
  - レバノンで、イスラム教シーア派武装組織ヒズボラの閣僚らが一斉に辞任し、挙国一致内閣が崩壊。
  - ベトナム共産党大会が開幕。（1月19日まで）
  - パキスタン北西部で自爆テロがあり、20人が死亡[11]。
- 1月13日
  - ブラジル南東部のリオデジャネイロ州で、大雨の被害による死者が、この日までに500人を超える。
  - スリランカ政府が、洪水により、これまでに少なくとも23人が死亡、325,000人が避難と発表。
  - オーストラリア北東部の洪水が、同国第3の都市ブリスベンに達し、都市機能がマヒ。
- 1月14日
  - チュニジアでジャスミン革命が発生[12]。ベン＝アリー大統領はサウジアラビアへ脱出し、23年間の独裁政権が崩壊[13]。
  - イタリアの検察当局が、未成年買春などの疑いで、ベルルスコーニ首相の捜査を開始[14]。
  - イギリス石油大手BPと、ロシア国営石油大手ロスネフチが、株式持ち合いを中心とする資本・業務提携で合意。
  - 南インド・ケーララ州のヒンドゥー教寺院近くで、参拝者が将棋倒しになり、100人以上が死亡。
- 1月15日 - 北朝鮮の羅先特別市（中国との国境沿いに所在）に中国軍が進駐したと『朝鮮日報』が報道[15]。中国外務省は翌々17日、公式に否定[16]。
- 1月17日
  - Appleのスティーブ・ジョブズCEOが、病気治療のため休養すると発表[17]。
  - 南アフリカ政府が、洪水による死者・行方不明者が40人以上に上ると発表[18]。
  - パキスタン北西部で、バスが爆弾テロに遭い、19人が死亡[19]。
- 1月18日 - イラク北部で自爆テロがあり、65人が死亡。翌19日には、イラク中部の自爆テロで15人が死亡した。[20][21]
- 1月19日
  - ワシントンD.C.で、アメリカのオバマ大統領と、中国の胡錦濤国家主席が会談[22]。450億ドルの対中商談が成立[23]。
  - チュニジアで、前大統領派を中心とした暫定政権が発足するも、抗議デモは収まらず[24][25]。
  - EUが、クラッカーによる排出枠の盗難を理由に、温室効果ガス排出量の取引市場（EU-ETS）を1週間停止[26]。
- 1月20日
  - 中国の2010年国内総生産（GDP）が日本を抜き、世界第2位となることが確実に[27]。
  - アメリカFBIが、ニューヨーク周辺でイタリア系マフィアを史上最大規模の一斉摘発[28]。
  - イラクで、イスラム教シーア派の聖地を狙った連続爆破テロがあり、50人以上が死亡[29]。
- 1月21日
  - 韓国軍が、ソマリアの海賊に乗っ取られた韓国船から、人質を全員救出し、海賊8名が銃撃戦で死亡[30]。
  - SNS世界最大手のFacebookが15億ドルを調達し、企業価値は約500億ドルと評価される[31]。
  - ベラルーシで、「欧州最後の独裁者」ルカシェンコ大統領が4期目の就任式[32]。
  - OHCHR、コートジボワール危機で、これまで1カ月間の死者が最低260人に上ると発表[33]。
- 1月23日
  - オーストラリアのスワン財務相が、北東部の洪水の被害額は同国史上最悪の規模になると語った[34]。
  - パキスタン南部で、バスの居眠り事故が発生し、32人が死亡[35]。
  - イラクのバグダードとその周辺で、連続爆破テロがあり、少なくとも10人が死亡[36]。
- 1月24日
  - ロシア・モスクワのドモジェドヴォ空港で自爆テロがあり、少なくとも35人が死亡[37]。（詳細は「ドモジェドヴォ空港爆破事件」を参照）
  - イラクのカルバラー周辺で、イスラム教シーア派を狙った連続爆弾テロがあり、最低33人が死亡[38]。
  - イラン政府が、アメリカから釈放を要求されていた反政府活動家2人の死刑を執行したと発表[39]。
  - コートジボワールで、ワタラ派がココアとコーヒーの輸出を一時停止[40]。これを受け、ココア価格が上昇[41]。
- 1月25日
  - エジプト各地で、チュニジアのジャスミン革命に触発され数万人規模の反体制デモが始まる[42]。（詳細は「エジプト革命 (2011年)」を参照）
  - 中国の昆明市で、戦略的パートナーシップの推進をテーマに、中国とASEANの外相会議が開かれる[43]。
  - パキスタン各地で、イスラム教シーア派を狙った連続自爆テロがあり、計16人が死亡[44]。
  - フィリピンのマニラ首都圏中心部マカティで、バスが爆発し、4人が死亡[45]。
- 1月26日
  - ITUが、世界のインターネット利用者は20億人、携帯電話の契約件数は50億件を超えたと発表[46]。
  - コロンビア北東部の地下炭鉱で爆発があり、作業員20人が死亡[47]。
  - NASAが、これまで見つかった中で最も古い銀河を発見したと発表[48]。
- 1月27日
  - イエメンで数千人規模の反政府デモが発生[49]。翌28日には、ヨルダンの主要都市で大規模な反政府デモ[50]。
  - 中国政府が不動産税の導入を発表し、上海市と重慶市で翌28日から先行導入[51]。
  - イラクの首都バグダードのシーア派地区で、爆弾テロが相次ぎ、53人が死亡[52]。
  - イギリスの捜査当局が、ウィキリークス支持のクラッカー集団5人を逮捕し、アメリカではFBIが家宅捜索[53]。
- 1月28日
  - エジプト各地で、ムバーラク政権下では最大の反政府デモが発生し、民主化指導者のエルバラダイが軟禁される[54]。
  - FAOが、「最悪の口蹄疫が韓国で発生した」として、アジア各国に警戒令[55]。
  - スペインの失業率が、先進国で最悪の水準となる20.33%に悪化したと発表される[56]。
- 1月29日
  - エジプト革命 (2011年)の死者が100人を超える[57]。国軍は騒乱を黙認し、事実上の無政府状態に[58]。
  - ドイツ東部で、旅客列車と貨物列車の衝突事故があり、10人が死亡[59]。
- 1月30日
  - スーダン南部の独立を問う住民投票の暫定結果が発表され、独立賛成が全体の約99%[60]。
  - 第7回冬季アジア大会が、カザフスタンのアスタナとアルマトイで開幕（2月6日まで）[61]。
- 1月31日
  - エジプト革命で、国軍が民衆の立場を支持し、民衆への武力行使を否定する声明を発表[62]。
  - 北海ブレント原油先物が、エジプト騒乱の影響で、2008年以降で初めて1バレル100ドルを突破[63]。
  - スマートフォンOSの前四半期シェアで、Googleの「Android」が、Nokiaの「Symbian」を抜き、首位に[64]。
  - アメリカ・フロリダ州の連邦地裁が、全国民に加入を義務付けた医療保険改革法（英語版）に、2例目の違憲判断[65]。
  - ミャンマーで、1962年のクーデター以来となる、複数政党参加の新議会（英語版）が招集される[66]。

### 2月
- 2月1日
  - エジプトのカイロとアレクサンドリアで「百万人の行進」が行われ[67]、ムバーラクが同年9月の大統領選の不出馬を表明[68]。
  - 反政府デモの続くヨルダンで、国王アブドゥッラー2世が首相を更迭[69]。
- 2月2日
  - NASAが、太陽系外惑星の候補約1,200個を発見し、うち54個には液体の水の存在する可能性があると発表[70]。
  - 超大型のサイクロン「ヤシ（英語版）」が、オーストラリア北東部に上陸し[71]、この影響で、粗糖相場が約30年ぶりの高値[72]。
  - エジプトのカイロで、反政府デモ隊とムバーラク大統領支持派が衝突し、3人が死亡[73]。
- 2月3日
  - FAOが、前月の世界の食料価格指数が、1990年の統計開始以来過去最高となったと発表[74]。
  - イエメンの首都サヌアで、サーレハ大統領の即時退陣を求める2万人以上のデモが発生[75]。
  - マイクロソフトが、Vailの正式名称を、Microsoft Windows Home Server 2011に決定し、Microsoft Windows Home Server 2011の製品候補版を公開。
  - ICANNが、IANAの管理する現行のIPアドレス「IPv4」の最後の在庫がすべてRIRに割り当てられ、無くなったと発表[76]。RIRの在庫も数年内に全て枯渇すると予測されている[77]（IPアドレス枯渇問題）。
- 2月4日
  - タイ、カンボジア国境のプレアヴィヒア寺院付近で、両国軍の交戦が始まる[78][79]。
  - エジプトで、ムバーラク大統領の即時辞任を求める「追放の金曜日」デモが行われ、カイロでは推定20万人が集まる[80]。
  - ミャンマー大統領に、首相（当時）で軍出身のテイン・セインが選出され、同国の「民政移管」が完了[81]。
- 2月6日 - スーダン南部で、武装解除を拒否する民兵による反乱があり、この日までに50人以上が死亡[82]。
- 2月11日 - エジプトのオマル・スレイマーン副大統領が国営テレビでホスニー・ムバーラク大統領の辞任を発表し権限を軍最高評議会に委譲（詳細は「エジプト革命 (2011年)」を参照）。
- 2月14日 - 選択的夫婦別姓の制度を求め、民法の夫婦同姓規定を違憲として国家賠償を求める訴訟が提議される[83]。
- 2月22日 - ニュージーランド南島のクライストチャーチ付近にて現地時間午後0時51分、マグニチュード6.3の地震が発生した[84]。この地震により、日本の富山県の外国語学校留学生の関係者が多数死亡した（詳細は「カンタベリー地震 (2011年2月)」を参照）。
- 2月24日 - アルジェリアのアブデルアジズ・ブーテフリカ大統領が、1992年以来同国にて発令されてきた非常事態宣言を解除[85]。
- 2月26日 - ニンテンドー3DS発売。

### 3月
- 3月9日　
  - 11時45分頃（JST）に三陸沖を震源としてM7.3 (Mw7.3)の地震が発生した。東日本大震災の前震とされる。詳しくは、三陸沖地震 (2011年3月)を参照
- 3月11日
  - 日本の東北地方太平洋岸沖を震源とする、マグニチュード9.0の地震が発生[86]。M9.0という規模は世界で1900年以降4番目で日本国内観測史上最大（詳細は「東北地方太平洋沖地震」を参照）。また、この地震によって東日本大震災が引き起こされた。
  - この地震で福島第一原子力発電所が被害を受け、それによって大規模な原子力事故が発生した（詳細は「福島第一原子力発電所事故」を参照）[87]。これ以外にも太平洋沿岸の原子力発電所・火力発電所が津波によって被害を受けて操業を停止した影響により、東京電力管内では3月14日から28日まで計画停電が実施された。
  - ロシア連邦議会で9月3日を「日本帝国主義者に対する勝利の日」と定める法案が提出されたが統一ロシアの反対により否決された。
- 3月12日
  - 九州新幹線鹿児島ルート（博多駅〜鹿児島中央駅）全線開業。前日に起きた東日本大震災の影響で記念式典を取りやめる。
- 3月17日
  - 国際連合安全保障理事会が、リビアに対する軍事介入を容認する決議（国際連合安全保障理事会決議1973）を採択。
  - 円相場が一時、1ドル＝77円台をつけ、1973年の導入以来最高値になった。その後、為替介入で急落した。
- 3月18日 - フィンランド総選挙が施行され、与党：フィンランド中央党が勝利し、第一党となった[88]。
- 3月19日 - 満月となった月が地球から35万6577kmまで接近し、スーパームーンが観測された。19年ぶりの最接近となる。

### 4月
- 4月2日 - 英領北アイルランド中部オマーで車の下に仕掛けられた爆弾が爆発し警官1人が死亡。オマーでは1998年にリアルIRAによって複数の爆弾テロが起こされている。
- 4月11日 - ベラルーシの首都ミンスクの地下鉄駅にて仕掛けられた爆弾が爆発し市民15人が死亡、外国人を含む204人が負傷。
- 4月12日 - 東京電力福島第一原発事故の国際評価をレベル7に引き上げ。旧ソ連・チェルノブイリ原子力発電所事故と同レベル評価。
- 4月15日 - RIRのうち、APNICの管理するIPv4アドレスが最初に枯渇した（IPアドレス枯渇問題）。
- 4月20日 - キューバのフィデル・カストロ前国家評議会議長がキューバ共産党第一書記から正式に退任すると発表。これによりカストロ前議長は全ての公職から引退することとなった。
- 4月21日 - PlayStation Networkにて世界規模の接続障害が発生。4月27日には、システムの不正侵入によって引き起こされた、およそ7700万件にも及ぶ過去最悪の個人情報流出事件が発覚する（PSN個人情報流出事件）。
- 4月29日 - 英ウィリアム王子の結婚式。一般家庭出身のキャサリン・ミドルトンとロンドンのウェストミンスター寺院で行われた。

### 5月
- 5月2日 - 国際テロ組織アル・カーイダの最高指導者：ウサマ・ビンラディン容疑者がアメリカ合衆国の諜報機関により、パキスタンのアボッターバードにて銃撃戦の末に殺害されたとCNNテレビが報道した[89]。
- 5月6日 - イギリスで選挙制度改革の是非を問う国民投票が施行され、『制度改革に反対』とする票が67.9%、『制度改革に賛成』とする票が32.1%となった。この結果、イギリスの選挙制度改革は大差で否決され、現行の制度が維持される可能性が強まった[90]。
- 5月12日 - 東京都立川市で立川6億円強奪事件が発生。
- 5月21日 - マイクロソフトが、次期ホームサーバー用OSMicrosoft Windows Home Server 2011をリリース。
- 5月26日 - フランス：ドーヴィルで第37回主要国首脳会議が開催された。

### 6月
- 6月4日 - チリ南部のプジェウエ火山が半世紀ぶりに噴火。南アメリカ、ニュージーランド、オーストラリア全体で航空交通のキャンセルを引き起こし、3000人以上が避難を余儀なくされる。
- 6月12日 - トルコ総選挙。
- 6月16日 - 世界各地で皆既月食が起こる[91]。
- 6月26日〜7月17日 - ドイツで2011 FIFA女子ワールドカップが開催され、サッカー日本女子代表がアジアのチームでは男女を通じて初優勝を果たした[92]。
- 6月29日 - 米国のネバダ州で、自動運転車の公道走行を受け入れる法案が可決した。（詳細は「Google ドライバーレスカー」を参照）。
- 6月30日 - 中華人民共和国の北京市〜上海市を結ぶ高速鉄道「京滬高速鉄道」が営業運転を開始。
- 6月30日 - 西気東輸二線パイプラインの寧夏中衛から広州までの区間が完成し主幹線が完成する。

### 7月
- 7月1日 - 中華人民共和国では『国防動員法』が正式発効。この日は中国共産党創設90周年。
- 7月1日〜24日 - アルゼンチンでコパ・アメリカ2011（サッカー南米選手権）開催。ウルグアイが15回目の優勝[93]。
- 7月3日 - タイ王国で総選挙を施行し、野党のタイ貢献党が第一党となった[94]。
- 7月6日 - 南アフリカのダーバンで開催される国際オリンピック委員会総会にて2018年冬季オリンピック開催地が決定。ミュンヘン（ドイツ）、アヌシー（フランス）、平昌（韓国）の3候補地から、平昌が選ばれた[95]。
- 7月8日〜7月21日 - スペースシャトル・アトランティスが最終飛行（STS-135）、スペースシャトルが全機退役。
- 7月9日 - スーダンの南部が南スーダン共和国として分離独立[96]。
- 7月15日 - アフガニスタンの在留米軍の撤収開始。
- 7月20日 - AppleがMac OS X v10.6 (Snow Leopard)の次期OS、Mac OS X Lion をMac App Storeにて一般ユーザー向けにリリース。
- 7月22日 - ノルウェーの首都オスロにある首相府で爆破テロ事件発生[97]、ウトヤ島でも銃乱射事件が発生[98]（ノルウェー連続テロ事件）。
- 7月23日 - 中華人民共和国高速鉄道の杭州 - 福州間で車両の脱線・追突事故が発生し、40人が死亡（2011年温州市鉄道衝突脱線事故）[99]。
- 7月24日 - 日本のテレビ放送において、東日本大震災で大きな被害を受けた岩手・福島・宮城の3県（被災3県）を除く44都道府県で、地上デジタルテレビ放送へ全面移行。同日に日本のアナログBS放送も停波した。被災3県については、8か月遅れとなる2012年3月31日に延期、この日をもって被災3県のアナログ放送についても停波し、日本全国で完全デジタル化が完了した。これで、アナログ放送は完全に廃止され、約60年の歴史に幕を閉じた。
- 7月28日 - 大韓民国済州特別自治道のテレビ放送において、KBS第一テレビジョンの地上デジタルテレビ放送への移行をもってアナログ放送廃止。
- 7月29日 - ベネズエラでラ米・カリブ首脳会議開催。「ラテンアメリカ・カリブ諸国共同体」（en:Community of Latin American and Caribbean States）の結成を宣言。

### 8月
- 8月4日 - ニューヨーク株式市場の平均株価が634ドル急落し、1万800ドル台に。
- 8月6日 - ロンドン北部で黒人男性が警官に射殺された事件が起こり、これをきっかけに暴動に発展。（イギリス暴動）[100]
- 8月15日 - 本田・ムルコス・パイドゥシャーコヴァー彗星が地球に最接近。
- 8月19日 - ニューヨーク外国為替市場で円が1ドル＝75円台後半を記録。史上最高値を5か月ぶりに更新。
- 8月23日 - 内戦状態に陥っていたリビアで、国民評議会を筆頭にした反体制派陣営による軍が首都トリポリを制圧し、40年以上の長期政権となっていたカダフィ政権が事実上の崩壊を迎えた（詳細は「2011年リビア内戦」を参照）。
- 8月24日 - バージニア地震発生、M5.8。バージニア州で起きた地震としては史上最大規模だった。
- 8月26日 - 菅直人総理が内閣総理大臣と民主党代表の職を辞することを表明。
- 8月27日 - シンガポール大統領選挙。与党の支持を実質受けたトニー・タンが得票率35%、7000票余りの差で勝利。
- 8月29日 - オランダで2011年デジノター事件が発生。不正アクセスにより、偽のSSL証明書が大量に発行された。

### 9月
- 9月2日 - 日本で野田佳彦を第95代内閣総理大臣とする野田内閣が発足する。
- 9月17日 - 貧困と格差社会の解決を求めるウォール街の一角の占拠が開始される（「ウォール街を占拠せよ」）。
- 9月18日
  - インド・ネパール国境でマグニチュード6.9の地震、死者100人。（「インド北東部地震」）
  - ノルウェーで開催された欧州ジオパークネットワーク会議にて、高知県室戸市の全域が室戸ジオパークとして、世界ジオパークに加盟認定される[101]。

### 10月
- 10月5日 - 元Apple CEO、スティーブ・ジョブズ、膵臓腫瘍の転移による呼吸停止により妻や親族に看取られながらパロアルトの自宅で死去[102][103]。56歳没。
- 10月11日 - 大津いじめ自殺事件: 日本の滋賀県大津市で市立皇子山中学校に通っていた2年生の男子生徒がいじめを苦に自殺する事件が発生、日本でいじめが社会問題化する契機となる。
- 10月15日 - 「ウォール街を占拠せよ」の呼びかけに応えて世界中で「占拠」が行われた。
- 10月20日 - 大リビア・アラブ社会主義人民ジャマーヒリーヤ国最高指導者であったムアンマル・アル＝カッザーフィーが自身のお膝元であったシルトにてリビア国民評議会軍の攻勢を受けて拘束され、その際に死亡したことが確認された[104][105]。また、シルト制圧により国民評議会が全土を掌握。
- 10月23日
  - 2011 IRBワールドカップ決勝がニュージーランド・オークランドのイーデン・パークで行われる。
  - トルコ東部のワン近郊でマグニチュード7.1の地震が発生。（詳細は「トルコ東部地震 (2011年10月)」を参照）
  - オルフェーヴルが中央競馬クラシック三冠達成
- 10月31日
  - 外国為替市場で1ドル=75円31銭を付け、ドルの最安値を記録。その後、為替介入で79円55銭まで下落したが、円高の勢いは続いた。
  - 国連の推計で世界人口が70億人に達する[106]。
- 日付不明 - タイ王国において過去50年間で最悪の水害が発生し、国土の3分の1が水没、8割が被災した（タイ洪水 (2011年)）[107][108][109]。水没は工業団地に及び、現地の複数の日本企業の工場が操業停止になっている[110]。

### 11月
- 11月3日・4日 - フランス：カンヌでG20首脳会議。コミュニケと最終宣言、行動計画が発表された。
- 11月5日 - ギリシャ国会は、パパンドレウ内閣の信任投票を行い、信任多数（153票で過半数をわずか上回った）で信任した。
- 11月6日 - ニカラグアで大統領・国会議員選挙が行われた。同日、オクラホマ州でM5.6の地震、州内での史上最大規模。
- 11月8日
  - イタリアのベルルスコーニ首相が辞任を表明した。下院での決算関連法案の採決で過半数を獲得できなかったことを受けての辞任表明。
  - 23時28分(UTC)に、直径400mの308635番小惑星2005 YU55が地球から32万5000kmのところを通過。観測史上初めて、直径が100mを超える小惑星が月の軌道の内側に入り込んだ。
- 11月11日 - 「1」が6つ並ぶ日。11時11分11秒にデジタル時計と記念撮影する人などが世界各地で見られた。
- 11月12日 - ホノルルでアジア太平洋経済協力会議(APEC)首脳会議が開かれ、13日に「ホノルル宣言」を採択し閉会した。
- 11月17日
  - 17〜19日まで第19回東南アジア諸国連合(ASEAN)関連首脳会議がインドネシア・ヌサドゥアで開かれる。
  - アメリカ大統領、オーストラリア連邦議会でアジア太平洋地域を軍事的最優先に位置づける演説を行った。
- 11月18日 
  - 「気候変動に関する政府間パネル」(IPCC)は、異常気象などの「極端な現象」に関する特別報告を発表した。
  - マルクス・ペルソン（Notch）とMojang Studiosの社員が世界的サンドボックスビデオゲーム、『Minecraft』を正式リリース。
- 11月23日 - イエメンのサーレハ大統領がサウジアラビアのリヤドで、30日以内に大統領権限を委譲することや90日以内に大統領選挙を行うことなどが盛り込まれた湾岸協力会議(GCC)や欧米の調停案に署名した。
- 11月28日 - エジプト人民議会（下院に相当）選挙の第1回投票が、カイロ、アレクサンドリアなどの大都市を中心に開始された。

### 12月
- 12月4日 - ロシア下院選挙。
- 12月10日
  - 皆既月食が観測される。
  - 東芝映像ソリューションが世界初の民生用4Kテレビ「REGZA 55X3」発売。
- 12月12日 - 欧州合同原子核研究機構（CERN）はLHCの実験データの中にヒッグス粒子と示唆される粒子のデータがあったことを発表した。
- 12月14日 - イギリスで史上最大の競馬八百長事件が2年前の2009年に行われていたことが発覚。
- 12月17日 - 朝鮮民主主義人民共和国の最高指導者金正日総書記が死去。
- 12月18日 - 年内の完全撤収を予定していたイラク駐留米軍がこの日撤退を完了。
- 12月29日 - サモアが自国の標準時をUTC-11からUTC+13に変更（日付変更線の東側から西側に移動）、同日午後11時59分からの日付変更時に翌30日の24時間分を飛ばして31日午前0時となった[111]。
- 12月30日 - ユーロ対円相場が2001年6月初旬以来の一時100円割れ。

## 周年
- 4月12日 - アメリカ南北戦争開戦から150年が経ち、戦争終結150周年となるまでの5年間、様々なイベントが催される。
- 9月11日 - アメリカ同時多発テロ事件から10年[112]。
- 10月10日 - 辛亥革命勃発から100年[113]。
- 12月8日 - 真珠湾攻撃から70年[114]。
- 12月14日 - ロアール・アムンセンによる人類初の南極点到達から100年。
- 12月25日 - ソビエト連邦の崩壊から20年。

## イベント・行事

### 国際年
- 国際森林年（International Year of Forests）
- 世界化学年（International Year of Chemistry）
- アフリカ系の人々のための国際年（International Year for People of African Descent）
- 世界獣医年（World Veterinary Year）

## 芸術・文化・ファッション

### 世相
- アラブ世界において長期政権に対する反政府運動が前年末から継続。この年に入って実際に独裁政権が打倒される民主化ドミノにも発展する（アラブの春）。
- 東日本大震災（東北地方太平洋沖地震）によって引き起こされた日本の福島第一原発事故により、世界各国で原子力発電所の廃止・継続議論が活発化した。
- 2010年に露呈したギリシャ財政危機から続く、欧州における経済・債務先行き不安の連鎖は今年に入っても解決の目処が立たず、さらにユーロ圏第三位のイタリア情勢が深刻化するなどユーロ圏の根本に関わる大きな問題へと発展する。

### 映画
- アーティスト
- 宇宙人ポール
- 裏切りのサーカス
- X-MEN:ファースト・ジェネレーション
- 最強のふたり
- サニー 永遠の仲間たち
- ザ・レイド
- セデック・バレ
- タンタンの冒険/ユニコーン号の秘密
- ツリー・オブ・ライフ
- ドライヴ
- ドラゴン・タトゥーの女
- ニーチェの馬
- ハリー・ポッターと死の秘宝 PART2
- ヒューゴの不思議な発明
- 別離
- マネーボール
- ミッション:インポッシブル/ゴースト・プロトコル
- ミッドナイト・イン・パリ
- ランゴ

### ゲーム

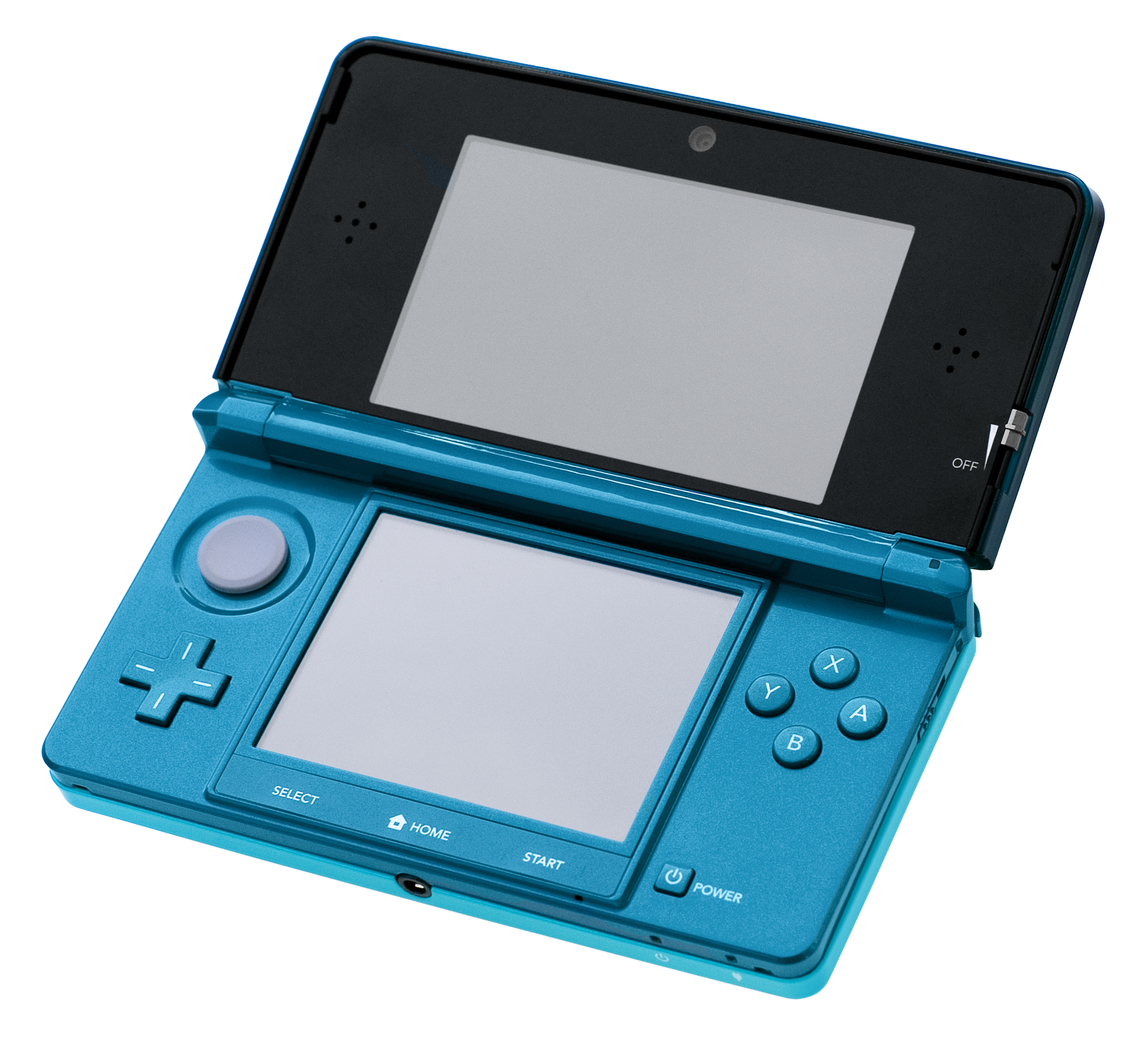
ニンテンドー3DS

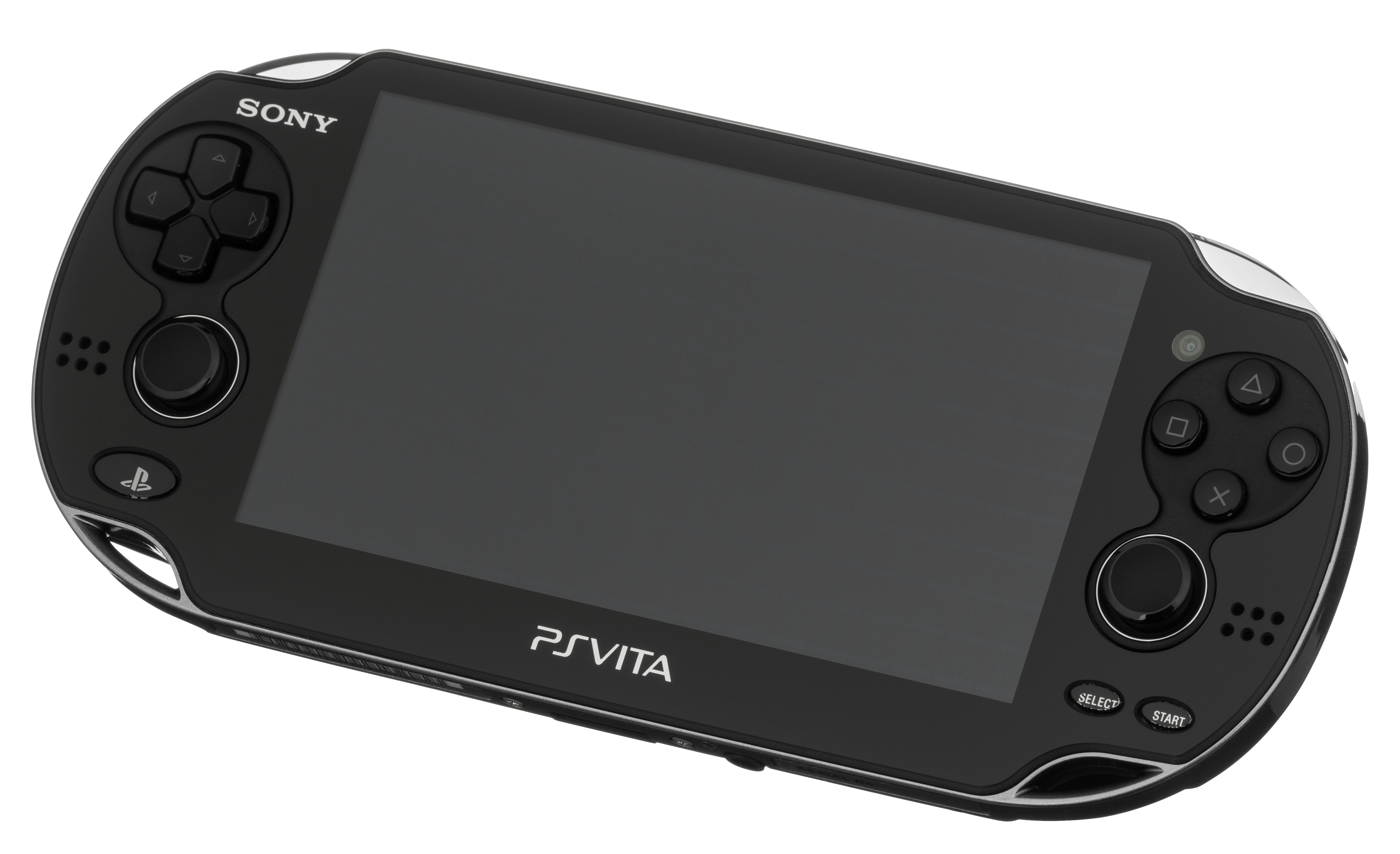
PlayStation Vita

- 2月26日 - 任天堂が裸眼立体視機能を搭載した携帯型ゲーム機「ニンテンドー3DS」を日本で発売。欧米やオーストラリアでは翌3月に発売されている。
- 4月1日 - ソニー・エリクソンがイギリスなどで、世界初の PlayStation Certified スマートフォン「Xperia Play」を発売。
- 7月15日 - 任天堂がマリオ初登場作品となる「ドンキーコング」を発売してから30年目を迎えた。
- 7月28日 - 任天堂が各国でのニンテンドー3DSの価格改定を発表。日本では8月11日に25000円から15000円、アメリカでは8月12日に$249.99から$169.99、など発売から半年足らずで前例のない大幅値下げ。
- 9月28日 - 任天堂がゼルダの伝説シリーズ25周年記念として、ニンテンドーDSiウェア『ゼルダの伝説 4つの剣 25周年記念エディション』を期間限定で配信開始。
- 11月8日 - アクティビジョンがPS3・Xbox 360・PC用ソフト『コール オブ デューティ モダン・ウォーフェア3』を発売。発売から24時間で北米・イギリスで合わせて650万本以上を売上。
- 11月18日 - MojangがPC用ソフト『Minecraft』正式版をリリース。
- 12月1日 - セガがソニック20周年記念作品『ソニック ジェネレーションズ』を発売。
- 12月17日 - ソニー・コンピュータエンタテインメントが有機ELパネル（PCH-2000シリーズ以降は廃止）を搭載した携帯型ゲーム機「PlayStation Vita」を日本で発売。北米やヨーロッパなどでは翌年に発売されている。

## 誕生

### 1月
- 1月5日 - 稲垣来泉、子役
- 1月5日 - 竹内優月、女流棋士
- 1月8日 - ヴィンセント、デンマークの王子
- 1月8日 - ヨセフィーネ、デンマークの王女
- 1月15日 - 大野遥斗、子役
- 1月18日 - 志水透哉、子役

### 2月
- 2月9日 - 松田芹香、子役
- 2月22日 -三代目中村勘太郎、歌舞伎役者
- 2月28日 - 倉持春希、子役

### 3月
- 3月1日 - 田中絆菜、子役
- 3月2日 - 世古恋羽、女性アイドル、ファッションモデル、RepiDollメンバー
- 3月18日 - 清水美怜、子役

### 4月
- 4月8日 - 盛永晶月、子役、タレント
- 4月25日 - 小林優仁、子役、ミュージシャン、YouTuber

### 5月
- 5月8日 - 平野莉亜菜、日本の子役。
- 5月9日 - 野澤しおり、子役
- 5月31日 - 大塩優芽、子役、モデル

### 6月
- 6月14日 - 竹内一加、子役
- 6月16日 - 大沢一菜、俳優
- 6月20日 - 笹木祐良、子役
- 6月21日 - 山田羽久利、子役
- 6月21日 - 佐々木みゆ、子役
- 6月24日 - HIMARI、ヴァイオリニスト
- 6月26日 - SOTARO、歌手

### 7月
- 7月3日 - 中田理智、子役
- 7月4日 - 山本花帆、子役
- 7月13日 - 江口慶、子役
- 7月20日 - 岩崎夏子、女流棋士
- 7月23日 - 森島律斗、子役
- 7月25日 - 堀越麗禾(四代目市川ぼたん)、舞踊家、女優

### 8月
- 8月3日 - 川北れん、子役

### 9月
- 9月1日 - 大野琉功、子役
- 9月10日 - 柊木陽太、子役
- 9月15日 - 竹野谷咲、子役
- 9月15日 - 潤浩、子役
- 9月25日 - 毎田暖乃、子役
- 9月27日 - 庄野凛、子役

### 10月
- 10月8日 - 早坂ひらら、子役
- 10月8日 - 嶺岸煌桜、子役
- 10月13日 - 岡本望来、子役

### 11月
- 11月3日 - 今野斗葵、子役
- 11月8日 - チョン・ヒョンジュン、子役
- 11月22日 - 前田虎徹、子役

### 12月
- 12月3日 - 青木遥、声優
- 12月9日 - 米村莉子、子役

### 日付不詳
- Alyssa T、子役

## 人物以外
- 2月25日 - ヌーヴォレコルト、競走馬
- 3月11日 - トーホウジャッカル、競走馬
- 3月14日 - トーセンスターダム、競走馬

## ノーベル賞
- 物理学賞：ソール・パールマッター、ブライアン・P・シュミット、アダム・リース
- 化学賞：ダニエル・シェヒトマン
- 生理学・医学賞：ブルース・ボイトラー、ジュール・ホフマン、ラルフ・スタインマン
- 文学賞：トーマス・トランストロンメル
- 平和賞：エレン・ジョンソン・サーリーフ、レイマ・ボウィ、タワックル・カルマン
- 経済学賞：トーマス・サージェント、クリストファー・シムズ